# Мамхути
Мамхути (ранее Сарачлы, груз. მამხუტი, азерб. Saraçlı) — село Болнисского муниципалитета, края Квемо-Картли республики Грузия со 100%-ным азербайджанским населением. Находится в юго-восточной части Грузии, на территории исторической области Борчалы.

## История
Топоним села связан с названием тюркского племени Сарачлы — кыпчако-газахских карапапахов.

### Изменение топонима
В 1990—1991 годах, в результате изменения руководством Грузии исторических топонимов населённых пунктов этнических меньшинств в регионе, название села Сарачлы («азерб. Saraçlı») было изменено на его нынешнее название — Мамхути.

## География
Село находится на правом берегу реки Сагсаганчай, в 22 км от районного центра Болниси, на высоте 510 метров от уровня моря.
Граничит с поселком Тамариси, с селами Талавери, Квемо-Аркевани, Земо-Аркевани, Хатавети, Хидискури, Саванети, Чапала, Нахидури, Цуртави, Паризи, Самтредо, Мцкнети, Рачисубани и Ванати Болнисского Муниципалитета, а также с селами Аккулари, Сиони, Кудро, Церакви, Джанхоши, Диди-Беглари, Патара-Беглари, Имири, Саимерло, Норгюги, Алавари, Ахали-Докниси, Церетели, Шулавери, Кирмизикенди, Земо-Кулари, Квемо-Кулари, Даштапа, Квемо-Сарали, Земо-Сарали, Ахали-Лалало, Еникенди, Дамиа-Гиаурархи и Дамиа Марнеульского Муниципалитета.

## Население
По данным Государственного статистического комитета Грузии, согласно официальной переписи 2002 года, численность населения села Мамхути составляет 2841 человек и на 100 % состоит из азербайджанцев.

## Экономика
Население в основном занимается овцеводством, скотоводством и овощеводством.

## Образование и культура
- Средняя школа — построена в 1919 году.[5] В 1926—1927 гг., по инициативе Председателя Мамхутского (тогда — Сарачлинского) Сельского Совета Сафарова Магамеда Иса оглы была расширена.

Открытие школы стало возможным после провозглашения в 1918 году Грузинской Демократической Республики, после чего начался процесс строительства общеобразовательных школ во всем Борчалинском регионе. В первый же год независимости было построено и сдано в эксплуатацию 13 из 19 запланированных азербайджанских школ, среди которых также была школа села Сарачлы. В ноябре 1919 года школа распахнула свои двери для учащихся. Первоначально в школе было всего 3 класса, где обучались около 30 детей, четверо из которых были девочки. В 1926—1927 гг., под непосредственным руководством Председателя местного Сельсовета Магамеда Иса оглы Сафарова была расширена и фундаментально построена сельская Общеобразовательная Начальная Школа, а также открыта Школа Грамоты для Взрослых. В начале 30-х годов здание школы было реконструировано в десятилетнюю среднюю школу. В начале 60-х годов, по ходатайству и под непосредственным руководством сына Магамеда Сафарова, Сафаров Ильяс Магамед оглы была построена новая школа, функционирующая по сей день. В 2009 году школа торжественно отметила своё 90-летие.
- Ашугское творчество. Регион Борчалы прославился своими мастерами ашугской музыки. Видный представитель борчалинской ашугской школы — уроженец села Мамхути (Сарачлы) Ашуг Гусейн Сарачлы. Каждую весну в память о знаменитом ашуге в селе проводится праздник ашугской музыки, на который съезжаются мастера и любители ашугского народного творчества из соседних сёл.

## Известные уроженцы
- Сафаров, Магамед Иса оглы — революционер, общественный деятель, почетный пенсионер Грузии. В 20-30е годы XX века — Заместитель Председателя Революционного Комитета Борчалинского Уезда, а также Председатель Борчалинского Сельского Совета Депутатов;
- Халилов, Захид Исмаил оглы — академик, президент Академии наук Азербайджанской ССР в 1962—1967 гг;[11]
- Ашуг Гусейн Сарачлы — азербайджанский ашуг XX века;[12]
- Мусаев, Зюлюмхан Ахмед оглы — профессор, доктор технических наук;
- Назыев, Яшар Мовлуд оглы — профессор, доктор технических наук. Заслуженный деятель наук;
- Сафаров, Ильяс Магамед оглы — общественный и партийный деятель, в 60-70-е годы XX века — депутат в Верховный Совет Грузии, член ЦК Грузии;
- Мамедов Афлатун Юнис оглы — поэт Ашуг Гусейн Сарачлы — азербайджанский ашуг XX века;[12], переводчик, литературовед;[13][14]
- Гусейнов Ядигар - профессор,бывший проректор Сумгаитского государственного университета.Обладатель премии "Сорос" и премии "İlin Ziyalısı" в Азербайджане.
- Профессора — Мехрабов Абдулла; Сарачлы Афлатун; Мусаев Бинали; Гурбанов Гусейн; Назыев Джейхун; Эминов Мубариз;
- Кандидаты наук — Мехрабова Матанат; Мехрабов Муса; Сафарова Гюльнара; Сафаров Азер; Гаджиев Насиб; Софийев Зейнал; Ахмедов Ахмед; Дашдемиров Аллаз; Дашдемиров Халаф; Байрамов Мехралы; Байрамов Биннат; Байрамов Рафик; Байрамов Джошгун; Гусейнов Тарйель; Мусаев Гусейн; Алиев Амираслан; Ахмедов Исмет; Мусаев Шахбеддин; Назыев Бахман; Мамедов Фирудин; Мамедов Логман; Алиев Мустафа; Садыгов Булуд; Назаров Афин; Мехрабов Вюгар; Сафарли Ильгар;[15]

## В литературе
Селу Сарачлы посвящена книга азербайджанского писателя Сулеймана Чобанова «Мой вечный, красивый Сарачлы» (азерб. «Mənim əzəl, gözəl Saraclım»).